# Сагимбаєв Єрлан Єрлесович
Єрлан Сагимбаєв (каз. Ерлан Ерлесұлы Сағымбаев, нар. 5 квітня 1970, Усть-Каменогорськ) — казахський хокеїст, що грав на позиції правого нападника. Грав за збірну команду Казахстану. Згодом — хокейний тренер.

## Ігрова кар'єра
Хокейну кар'єру розпочав на батьківщині 1991 року виступами за команду «Торпедо» (Усть-Каменогорськ).
Протягом професійної клубної ігрової кар'єри, що тривала 15 років, захищав кольори команд «Торпедо» (Усть-Каменогорськ), «Автомобіліст» (Караганда), «Авангард» (Омськ), «Металург» (Новокузнецьк) та «Сибір».
Виступав за збірну Казахстану, провів 41 гру в її складі.

## Тренерська кар'єра
- 2004–2005 Молодіжна збірна Казахстану – асистент головного тренера
- 2005–2006 Молодіжна збірна Казахстану – головний тренер
- 2006–2008 «Казцинк-Торпедо» – головний тренер
- 2009–2011 «Іртиш» (Павлодар) – головний тренер
- 2011–2012 Молодіжна збірна Казахстану – головний тренер
- 2012–2014 «Барис» (Астана) – асистент головного тренера
- 2014–2015 «Сніжні Барси» – асистент головного тренера
- 2015– «Барис» (Астана) – головний тренер

## Статистика

### Клубні виступи
| Сезон     | Клуб                          | Ліга      | Регулярний сезон | Регулярний сезон | Регулярний сезон | Регулярний сезон | Регулярний сезон | Плей-оф | Плей-оф | Плей-оф | Плей-оф | Плей-оф |
| Сезон     | Клуб                          | Ліга      | І                | Г                | П                | О                | ШХ               | І       | Г       | П       | О       | ШХ      |
| --------- | ----------------------------- | --------- | ---------------- | ---------------- | ---------------- | ---------------- | ---------------- | ------- | ------- | ------- | ------- | ------- |
| 1991-92   | «Торпедо» (Усть-Каменогорськ) | СРСР      | 34               | 10               | 2                | 12               | 14               | —       | —       | —       | —       | —       |
| 1992–93   | «Торпедо» (Усть-Каменогорськ) | МХЛ       | 41               | 20               | 4                | 24               | 20               | —       | —       | —       | —       | —       |
| 1993-94   | «Торпедо» (Усть-Каменогорськ) | МХЛ       | 37               | 16               | 5                | 21               | 12               | —       | —       | —       | —       | —       |
| 1994-95   | «Авангард» (Омськ)            | МХЛ       | 37               | 17               | 6                | 23               | 4                | —       | —       | —       | —       | —       |
| 1995-96   | «Авангард» (Омськ)            | МХЛ       | 29               | 7                | 7                | 14               | 6                | —       | —       | —       | —       | —       |
| 1996-97   | «Металург» (Новокузнецьк)     | Росія     | 10               | 2                | 1                | 3                | 12               | —       | —       | —       | —       | —       |
| 1997-98   | «Сибір»                       | РОС-2     | 26               | 5                | 2                | 7                | 20               | —       | —       | —       | —       | —       |
| 1999-00   | «Торпедо» (Усть-Каменогорськ) | РОС-3     | 18               | 14               | 14               | 28               | 6                | —       | —       | —       | —       | —       |
| МХЛ разом | МХЛ разом                     | МХЛ разом | 144              | 60               | 22               | 82               | 42               | —       | —       | —       | —       | —       |

### Збірна
| Рік                | Команда            | Турнір             |    | І  | Г | П  | О  | ШХ |
| ------------------ | ------------------ | ------------------ | -- | -- | - | -- | -- | -- |
| 1993               | Казахстан          | ЧС C               | 7  | 4  | 5 | 9  | 2  |    |
| 1994               | Казахстан          | ЧС C               | 6  | 1  | 2 | 3  | 6  |    |
| 1996               | Казахстан          | ЧС C               | 6  | 3  | 1 | 4  | 16 |    |
| 1997               | Казахстан          | ЧС B               | 7  | 4  | 0 | 4  | 26 |    |
| 1998               | Казахстан          | ОІ                 | 7  | 1  | 0 | 1  | 4  |    |
| 1998               | Казахстан          | ЧС                 | 3  | 0  | 0 | 0  | 4  |    |
| 2001               | Казахстан          | ЧС D1              | 5  | 2  | 1 | 3  | 25 |    |
| Національна збірна | Національна збірна | Національна збірна | 41 | 15 | 9 | 24 | 83 |    |